# أحمد أويحيى
أحمد أويحيى من مواليد 2 يوليو 1952 بدائرة إبودرارن بلدية بني يني، في ولاية تيزي وزو في الجزائر، سياسي ودبلوماسي، ورئيس الحكومة الجزائرية سابق منذ 15 أغسطس 2017 وحتى 11 مارس 2019.

## النشاة والتعليم
وُلد أحمد أويحيى في 2 يوليو 1952 في قرية بوعدنان ببلدة إبودرارن، في ولاية تيزي وزو الحالية. ثم انتقلت العائلة إلى الجزائر العاصمة، بعد المدرسة الابتدائية في هذه المدينة من 1958 إلى 1965، التحق بمدرسة الإدريسي الثانوية وحصل على درجة البكالوريا الآداب في عام 1972.
وفي العام نفسه، اجتاز امتحان القبول في المدرسة الوطنية للإدارة في الجزائر، ونجح، من بين الثلاثة الأوائل مع أحمد عطاف (وزير الخارجية المستقبلي وعضو التجمع الوطني الديمقراطي)، تخرج منها عام 1975 وكان من أبرز نجبائها، ثم تحصل على دبلوم الدراسات العليا في العلوم السياسية من جامعة الجزائر.
في عام 1975، التحق أويحيى بوزارة الخارجية الجزائرية، والتي كان يقودها عبد العزيز بوتفليقة، وعمل بها كاتبا دبلوماسيا.
وقد أدى خدمته العسكرية من 1977 إلى 1978، في المرادية برئاسة الجمهورية الجزائرية حيث انضم إلى فريق العلاقات العامة.

## المهام الديبلوماسية
في عام 1981، أُرسل مستشارًا للشؤون الخارجية بالسفارة الجزائرية في كوت ديفوار، ثم في عام 1984 لقيادة البعثة الدائمة للجزائر لدى الأمم المتحدة في نيويورك. من 1988 إلى 1989، أصبح ممثلًا مشاركًا للجزائر بمجلس الأمن التابع للأمم المتحدة، ثم في 3 نوفمبر 1990 عُين مكلفًا بالدراسات بديوان وزير الخارجية، سيد أحمد غزالي في الجزائر العاصمة قبل أن يصبح في أقل من شهر، المدير العام للإدارة الأفريقية بالوزارة في 25 نوفمبر 1994.
قاد إدارة إفريقيا حتى 15 سبتمبر 1995، عندما أُرسل سفيراً إلى مالي للتفاوض على السلام وسيطًا في النزاع بين الحكومة المالية وحركة الأزواد، وانتهى بإنشاء معاهدة «الميثاق الوطني» في باماكو. خلال تقلده لمنصب سفير الجزائر بمالي تعرف أحمد أويحي على المجاهد في ثورة التحرير الجزائرية والجنرال سعيدي فضيل قائد الناحية العسكرية الجزائرية الرابعة بورقلة أين ربط علاقة وطيدة معه واشتغلا معا على الملف المالي.
استدعي للجزائر في أغسطس 1993 للعمل في حكومة رضا مالك وعين في 4 سبتمبر 1993 كاتب للدولة للتعاون والشؤون المغاربية لدى وزير الشؤون الخارجية في عهد رئيس المجلس الأعلى للدولة علي كافي.
نقل الجنرال سعيدي فضيل، الذي كان قائدا للناحية العسكرية الخامسة، ملاحظاته للرئيس اليامين زروال الذي تربطه به صداقة قوية ومستشاره الجنرال محمد بتشين، بشأن شخصية ذات كفاءة عالية، صارمة، منضبطة، كتومة كانت تلك الشخصية لأحمد أويحي الذي أعجب به خاصة اشتغلا سويا على الملف الأمني لمنطقة الأزواد سابقًا. تكللت تلك التوصيات في أبريل 1994، بتعيينه مدير ديوان الرئيس آنذاك، اليامين زروال، حيث كان مسؤولاً عن الشؤون السياسية، في منتصف العشرية السوداء، لا سيما للمفاوضات مع الجبهة الإسلامية للإنقاذ وإعداد الانتخابات الرئاسية التي فاز بها الرئيس زروال في 16 نوفمبر 1995.

## المسار المهني والمهام السياسية
تقلد منصب رئيس الحكومة خلال الأعوام التالية: (1995-1998)، (2003-2006) و 2008، وفي فترته أعيد تسمية المنصب رئيس الوزراء (2008-2012)، ثم في 2017 خلفا لعبد المجيد تبون.
وهو أيضا السكرتير العام منذ 2012 التجمع الوطني الديمقراطي (RND) عام 1999، وأعيد انتخابه لرئاسة الحزب الذي يؤدي في عام 2015.
يعرف أحمد أو يحيى في كواليس الحكم والشارع بـ«رجل المهام القذرة».
تخرج من المدرسة الوطنية للإدارة الجزائر في عام 1976 تخصص علوم سياسية. حاصل على شهادة الدراسات العليا في العلوم السياسية من جامعة الجزائر.
- 1975 _ 1981 : كاتب للشؤون الخارجية.
- 1981 – 1984 : مستشار للشؤون الخارجية بسفارة الجزائر بأبيدجان.
- 1984 – 1989: مستشار بالبعثة الجزائرية الدائمة لدى الأمم المتحدة.
- 1988 - 1989 : ممثل مساعد بمجلس الأمن.
- 1989 – 1990 : مستشار بديوان وزارة الشؤون الخارجية.
- 1990 – 1991: مدير عام «إفريقيا» بالإدارة المركزية لوزارة الشؤون الخارجية.
- 1992 – 1993: سفير الجزائر بمالي.
- 1993 – 1994 : كاتب الدولة المكلف بالتعاون والشؤون المغاربية.
- 1994 – 1995 : مدير الديوان الرئاسي.
- 31 ديسمبر 1995 – 5 جوان 1997: رئيس الحكومة.
- جوان 1997: نائب بالمجلس الشعبي الوطني.
- 24 جوان 1997- ديسمبر 1998: رئيس الحكومة.
- ديسمبر 1999- ماي 2002 : وزير الدولة، وزير العدل حافظ الأختام.
- جوان 2002- ماي 2003: وزير الدولة، ممثل شخصي لرئيس الجمهورية.
- ماي 2003- 26 ماي 2006 : رئيس الحكومة.
- 23 جوان 2008- 15 نوفمبر 2008: رئيس الحكومة.
- 15 نوفمبر 2008 إلى 3 سبتمبر 2012 : رئيس الحكومة.
- من 2014-2017 رئيس ديوان رئيس الجمهورية
- في 16 أوت 2017 وزيرا أولا من قبل رئيس الجهورية خلفا لسلفه عبد المجيد تبون الذي بقي على رأس الوزارة الأولى 80 يوما فقط. وهي أقصر فترة رئاسة حكومة في تاريخ الجزائر. إقالة عبد المجيد تبون جاء بعد صيف ساخن ومشحون سياسيا بعد أن أعلن تبون الحرب على المافيا وفصل المال عن السياسة بمن فيهم شقيق الرئيس السعيد المتهم بالاستيلاء على السلطة المخلة لأخيه.

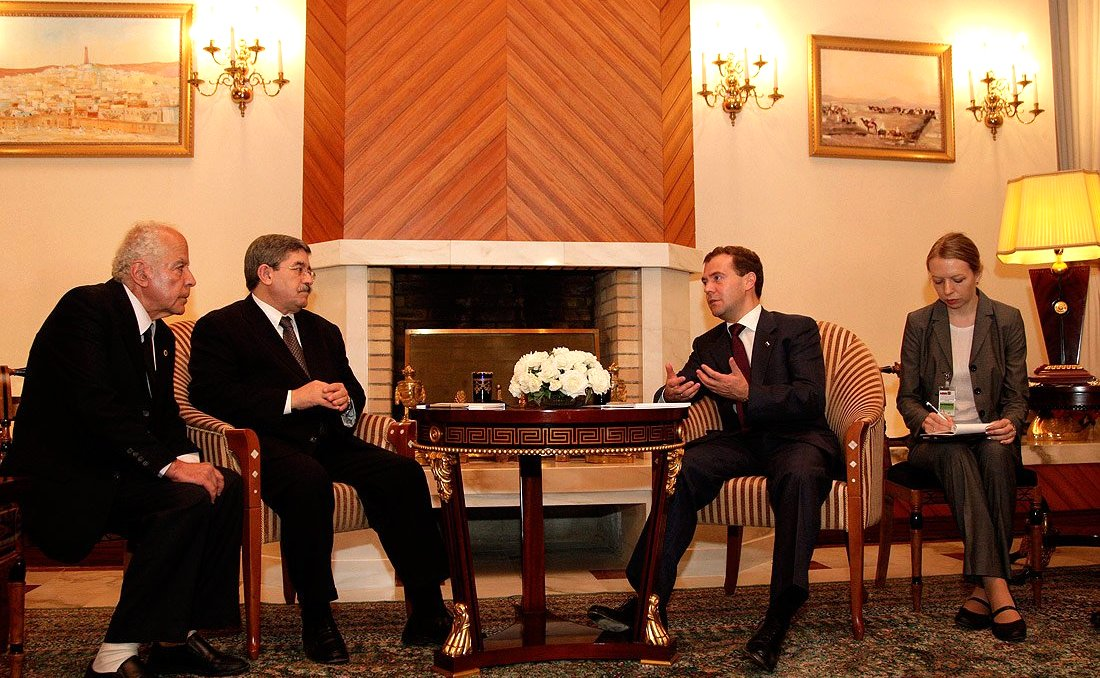
أحمد أويحيى مع الرئيس الروسي السابق دميتري ميدفيديف (2010).
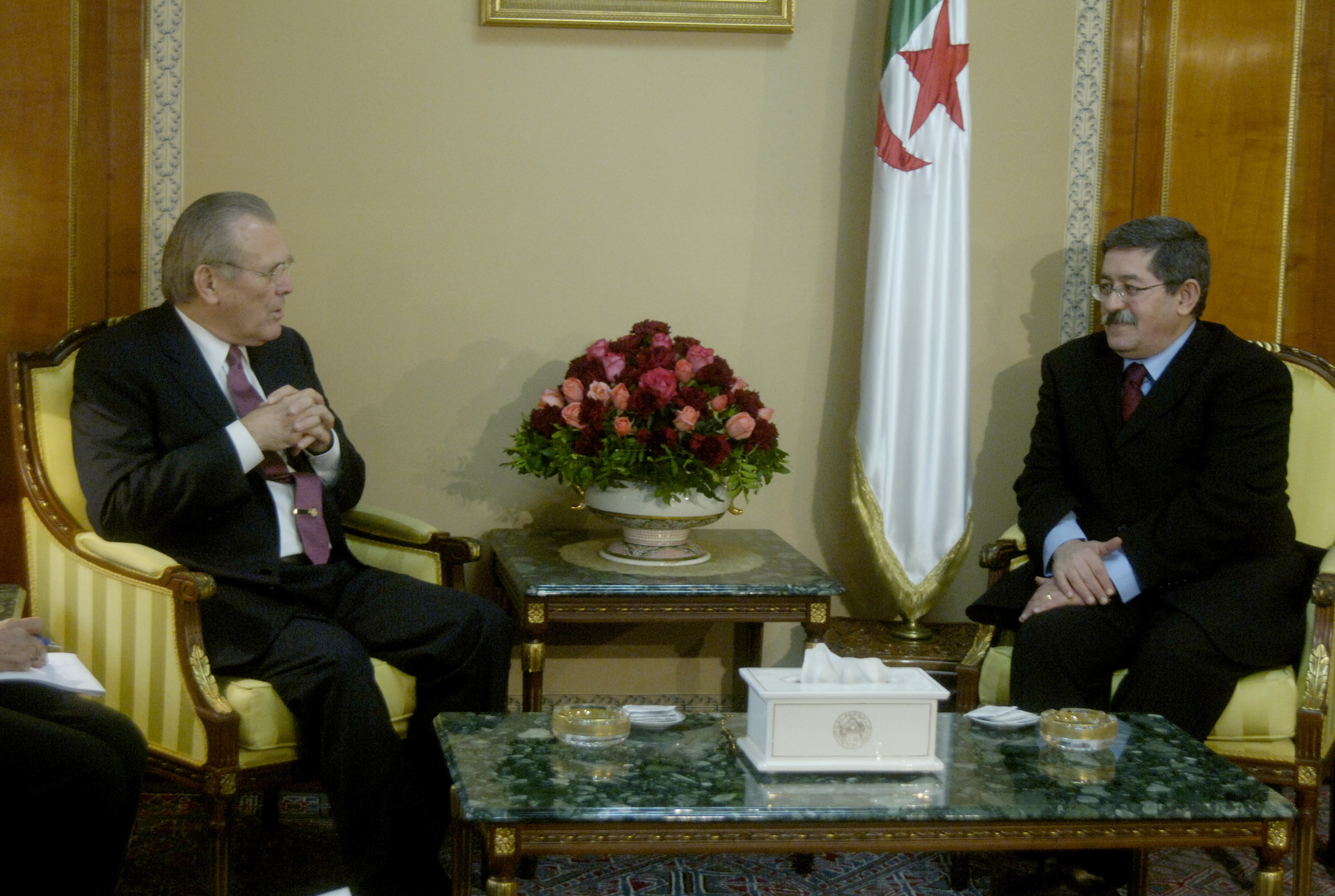
أحمد أويحيى مع دونالد رامسفيلد (2006).

إضافة إلى مهامه الدبلوماسية والحكومية والسياسية، فقد كان السيد أحمد أويحيى:
- وسيطا باسم الجزائر لحل النزاع الذي كان قائما شمال مالي سنة 1992.
- وسيطا باسم منظمة الوحدة الإفريقية لحل النزاع الذي كان قائما بين أثيوبيا وأريتيريا 1999 - 2000.

## سجنه
في إطار احتجاجات الجزائر 2019، أعلن أويحيى عن استقالته وزيرًا أوًال. و في 10 ديسمبر 2019، حكم عليه بـ 15 سنة سجنًا نافذًا بتهمة تبديد المال العام، ومنح امتيازات غير مبررة.

## وصلات خارجية
- أحمد أويحيى على موقع مونزينجر (الألمانية)
- الموقع الرسمي للوزير الأول

1. ↑  مرسوم رئاسي يتضمن تعيين أحمد أويحي وزيرا أول   - الجريدة الرسمية الجزائرية السنة 2017 العدد 48 ص 4 نسخة PDF نسخة محفوظة 7 يونيو 2019 على موقع واي باك مشين.
2. ↑  مرسوم رئاسي يتضمن انهاء مهام الوزير الأول أحمد أويحي  - الجريدة الرسمية الجزائرية السنة 2019 العدد 17 ص 4 نسخة PDF نسخة محفوظة 5 أبريل 2019 على موقع واي باك مشين.
3. 1 2   https://web.archive.org/web/20190401003529/https://www.joradp.dz/JO2000/2008/064/AP8.pdf. مؤرشف من الأصل (PDF) في 2019-04-01. {{استشهاد ويب}}: الوسيط |title= غير موجود أو فارغ (مساعدة)
4. ↑   https://web.archive.org/web/20180825212608/https://www.joradp.dz/Jo2000/2012/049/AP4.pdf. مؤرشف من الأصل (PDF) في 2018-08-25. {{استشهاد ويب}}: الوسيط |title= غير موجود أو فارغ (مساعدة)
5. ↑   https://web.archive.org/web/20180825212548/https://www.joradp.dz/Jo2000/2008/035/AP16.pdf. مؤرشف من الأصل (PDF) في 2018-08-25. {{استشهاد ويب}}: الوسيط |title= غير موجود أو فارغ (مساعدة)
6. ↑   https://web.archive.org/web/20191216004345/https://www.joradp.dz/JO2000/2003/032/AP20.pdf. مؤرشف من الأصل (PDF) في 2019-12-16. {{استشهاد ويب}}: الوسيط |title= غير موجود أو فارغ (مساعدة)
7. ↑   https://web.archive.org/web/20200102202055/https://www.joradp.dz/Jo2000/2006/035/AP17.pdf. مؤرشف من الأصل (PDF) في 2020-01-02. {{استشهاد ويب}}: الوسيط |title= غير موجود أو فارغ (مساعدة)
8. ↑   https://web.archive.org/web/20180825212603/https://www.joradp.dz/Jo8499/1996/001/AP5.pdf. مؤرشف من الأصل (PDF) في 2018-08-25. {{استشهاد ويب}}: الوسيط |title= غير موجود أو فارغ (مساعدة)
9. ↑   https://web.archive.org/web/20180825212606/https://www.joradp.dz/Jo8499/1998/095/FP4.pdf. مؤرشف من الأصل (PDF) في 2018-08-25. {{استشهاد ويب}}: الوسيط |title= غير موجود أو فارغ (مساعدة)
10. ↑  مرسوم رئاسي يتضمن تعيين أعضاء الحكومة - الجريدة الرسمية الجزائرية السنة 2002 العدد 42 ص 4 نسخة PDF  نسخة محفوظة 04 2يناير9 على موقع واي باك مشين.
11. ↑  مرسوم رئاسي 99-300 يتضمن تعيين أعضاء الحكومة - الجريدة الرسمية الجزائرية سنة 1999 العدد 93 الصفحة 5 - نسخة PDF نسخة محفوظة 23 يوليو 2019 على موقع واي باك مشين.
12. ↑  "استقالة أويحيى من منصبه كرئيس للوزراء وتعيين نور الدين بدوي خلفا له". CNN Arabic. 11 مارس 2019. مؤرشف من الأصل في 2019-04-09. اطلع عليه بتاريخ 2019-03-12.
13. 1 2 3 4 5  Ø§Ù„Ø¨Ù„Ø§Ø¯ Ø§Ù„ØØ¯Ø« / Ø§Ù„Ù‚Øµø© Ø§Ù„ÙƒØ§Ù Ù„Ø© Ù„Ù€ " Ø£ØÙ Ø¯ Ø£ÙˆÙŠØÙŠ" Ù Ù† "Ø¨ÙˆØ¹Ø¯Ù†Ø§Ù†" Ø¥Ù„Ù‰ "Ù‚Øµø± Ø§Ù„Ø¯ÙƒØªùˆØ± Ø³Ø¹Ø¯Ø§Ù†" نسخة محفوظة 8 يونيو 2019 على موقع واي باك مشين.
14. 1 2 3  أحمد أويحيى.. حارس معبد النظام! نسخة محفوظة 4 أغسطس 2019 على موقع واي باك مشين.
15. ↑  مرسوم يتضمن تشكيل الحكومة - الجريدة الرسمية الجزائرية السنة 1993 العدد 57 ص 4 نسخة PDF نسخة محفوظة 12 يوليو 2019 على موقع واي باك مشين.
16. ↑  أحمد أويحيى.. من رجل المهام القذرة إلى مصدر إزعاج يرفض دور الواجهة نسخة محفوظة 16 أغسطس 2017 على موقع واي باك مشين.، الشروق اليومي اطلع عليه بتاريخ 3102/10/40. "نسخة مؤرشفة". مؤرشف من الأصل في 2017-08-16. اطلع عليه بتاريخ 2017-08-16.{{استشهاد ويب}}:  صيانة الاستشهاد: BOT: original URL status unknown (link)
17. ↑  "الجزائر.. استقالة رئيس الحكومة أحمد أويحي". www.alarabiya.net. مؤرشف من الأصل في 2020-05-19. اطلع عليه بتاريخ 2020-05-19.
18. ↑  "الحكم على أويحيى 15 سنة سجنا نافذا وبوشوارب بـ 20 سنة سجنا نافذا". النهار أونلاين. 10 ديسمبر 2019. مؤرشف من الأصل في 2020-04-07. اطلع عليه بتاريخ 2020-05-19.